# André Abegglen
André "Trello" Abegglen, född 7 mars 1909, död 8 november 1944, var en schweizisk fotbollsspelare. Han var forward.

## Klubblag
Abegglen blev schweizisk mästare tre gånger (1927, 1931 och 1940), och schweizisk cupmästare tre gånger (1927, 1932 och 1934). Han blev fransk mästare 1935 och 1938 med FC Sochaux-Montbéliard. 1935 blev han skyttekung med 30 mål på 28 matcher. 1937 blev han fransk cupmästare. Han blev också algerisk mästare och cupmästare.
Den 25 augusti 1935 gjorde han 7 mål i en match mot Valenciennes i franska Ligue 1.

## Landskamper
Abegglen spelade 52 landskamper 1927–1943 och gjorde 29 mål. Han debuterade i A-landskampen 1927 mot Sverige i Zürich (2-2). Han spelade i VM 1934 och VM 1938. 1934 gjorde han ett mål, 1938 gjorde han enda målet mot Tyskland i första omgången (1-1) och sedan ytterligare två mål i omspelsmatchen som vanns med 4-2. Sin sista landskamp spelade han 1943 mot Sverige (0-1).